# Čeština
Čeština neboli český jazyk je západoslovanský jazyk, nejbližší slovenštině, poté lužické srbštině a polštině. Patří mezi slovanské jazyky, do rodiny jazyků indoevropských. Čeština se vyvinula ze západních nářečí praslovanštiny na konci 10. století. Je částečně ovlivněná latinou a němčinou. Česky psaná literatura se objevuje od 14. století. První písemné památky jsou však již z 12. století.
Češtinou jako mateřským jazykem mluví zhruba 9,9 milionu lidí – velká část populace České republiky. Celkový počet českých mluvčích se odhaduje na 13,2 milionu, což zahrnuje 2,5 milionu uživatelů češtiny jako druhého jazyka. V důsledku několika vystěhovaleckých vln ve druhé polovině 19. a ve 20. století hovoří totiž česky i desetitisíce emigrantů a jejich potomků, zejména na Slovensku, v USA (55 tisíc mluvčích), Kanadě, Německu, Rakousku, Austrálii, na Ukrajině, v Srbsku (37 tisíc mluvčích), Chorvatsku (6 290 mluvčích), Rumunsku (2 170 mluvčích), Polsku (1 430 mluvčích) a v řadě dalších zemí.
Čeština je flektivní jazyk vyznačující se komplikovaným systémem skloňování a časování a velmi volným slovosledem. K písemným záznamům používá latinku doplněnou o znaky s diakritikou. Pro výslovnost je charakteristický pevný přízvuk na první slabice mluveného slova, opozice délky samohlásek a 2 specifické souhlásky zapisované jedním znakem „ř“ (zvýšená alveolární vibranta = dásňová kmitavá souhláska znělá a neznělá).
Dělí se na:
- spisovnou češtinu určenou pro oficiální styk (je kodifikována v mluvnicích a slovnících), která má dvě podoby:
  - čistě spisovnou a
  - hovorovou, kterou je třeba odlišovat od češtiny obecné;
- obecnou češtinu – substandardní, nespisovná, která zahrnuje dialekty (nářečí) a sociolekty (slangy) včetně vulgarismů a argotu.

Koexistence spisovné a obecné češtiny je některými autory označována jako diglosie.
Spisovný standard neupravuje žádný zákon, ale kodifikuje jej v praxi svými obecně uznávanými doporučujícími publikacemi Ústav pro jazyk český Akademie věd České republiky a formálně jejich schválením pro výuku i Ministerstvo školství.
Čeština (spisovná) je úředním jazykem České republiky a Evropské unie. V úředním styku lze češtinu používat také na Slovensku.

## Klasifikace
Čeština je slovanský jazyk, a patří tak do rodiny indoevropských jazyků. Spolu se slovenštinou tvoří česko-slovenskou větev západoslovanských jazyků, mezi které patří dále polština, kašubština a lužická srbština (horní a dolní). Čeština je nejzápadnějším slovanským jazykem.

### Vztah češtiny a slovenštiny
Čeština je blízká a vzájemně dobře srozumitelná se slovenštinou. Rozdíly mezi těmito dvěma jazyky jsou menší než rozdíly mezi některými nářečími jiných jazyků. Například severoněmecké dialekty němčiny jsou jen obtížně srozumitelné s jižními a jsou více příbuzné staré angličtině nebo nizozemštině než spisovné němčině. V Česku a na Slovensku naproti tomu panuje pasivní česko-slovenský bilingvismus (mimo jiné i díky dřívější existenci společného státu, Československa), Češi zpravidla bez větších problémů rozumějí slovenštině a naopak. Vzájemná srozumitelnost obou jazyků se odhaduje na 95 %. Jejich dialekty vytvářejí jazykové kontinuum, tj. přechod mezi nimi je plynulý. V meziválečném Československu (1918–1938) byly v duchu tehdejší politiky čeština a slovenština považovány za dvě spisovné varianty jednoho jazyka.

## Dějiny

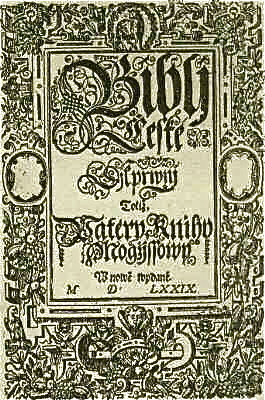
Bible kralická byla prvním úplným překladem Bible do českého jazyka. Poprvé byla vydána roku 1579.

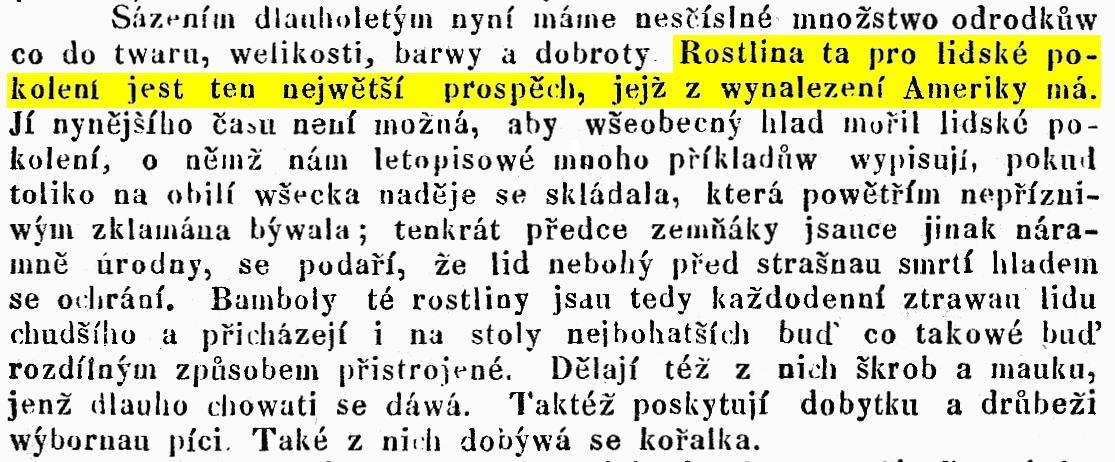
Ukázka z knihy Všeobecný rostlinopis. Díl 2 vydané roku 1846 (o bramborách)

Čeština se vyvinula na konci 1. tisíciletí ze západního nářečí praslovanštiny. V pračeském období si zachovávala některé praslovanské prvky, jako byly jery, nosovky (ę a ǫ), palatalizace či systém čtyř minulých časů (aorist, imperfektum, perfektum, plusquamperfektum). Tyto prvky nejpozději do konce 15. století postupně vymizely (v uvedeném pořadí).
Písemné památky z nejstaršího období jsou jen sporadické. Číst a psát tehdy uměli většinou jen duchovní. Funkci spisovného jazyka zpočátku plnila staroslověnština psaná hlaholicí, později latina psaná latinkou. První česky psanou památkou jsou 2 věty ze zakládací listiny litoměřické kapituly z roku 1057, které jsou však zřetelně mladší, zřejmě až z 12. století. Zní: „Pavel dal jest Ploškovicích zemu. Vlach dal jest Dolas zemu Bogu i svjatemu Scepanu se dvema dušníkoma Bogucos a Sedlatu.“ Dále se dochovaly posměšné přípisky z chorální knihy svatojiřské (Svatojiřské přípisky) z konce 13. století. Věty byly psány tzv. primitivním pravopisem, který používal neupravenou latinku i pro zápis hlásek, které byly latině cizí (jedno písmeno mohlo označovat více hlásek).
Ve 14. století se česky začínají psát úřední listiny a objevuje se i první česky psaná literatura. Karel IV. nechává vyhotovit první překlad Bible do češtiny. Používá se spřežkový pravopis, který chybějící fonetické znaky vytváří kombinací písmen latinky. Na přelomu 14. a 15. století se objevuje návrh na reformu pravopisu, který zaváděl do češtiny používání diakritických znamének. Propagátorem tohoto návrhu byl Jan Hus, není však jasné, zda byl také jeho autorem. Každopádně byl rozhodným zastáncem názoru, že by se neměly používat výpůjčky z cizích jazyků, pokud pro danou věc již existuje vhodné domácí označení. Tyto puristické tendence v dalších staletích sílily a důležitým způsobem formovaly slovní zásobu.
Velký rozvoj zažila česky psaná literatura zejména po vynálezu knihtisku v 15. století. Nejstarší tištěná kniha psaná v českém jazyce je Kronika trojánská, která byla vytištěna v Plzni nejspíše roku 1468. K rozkvětu češtiny přispěla zejména Jednota bratrská, která užívala češtinu jako liturgický jazyk a vytvořila nový překlad bible vynikající svou typografickou úrovní. Tato tzv. Bible kralická (1579) byla po velmi dlouhou dobu považována za vzor spisovného jazyka nejen pro češtinu, nýbrž i slovenštinu.
Po porážce stavovského povstání v roce 1620 došlo k nucené emigraci české nekatolické inteligence (Jan Amos Komenský, Pavel Stránský aj.), která spolu s Třicetiletou válkou zapříčinila postupný úpadek česky psané literatury. Obnovené zřízení zemské (1627, 1628) zavedlo jako druhý úřední jazyk v Čechách a na Moravě němčinu, která byla zrovnoprávněna s češtinou. Čeština sice nadále zůstala dominantním jazykem na venkově (mimo příhraničních oblastí a Slezska), ale ve městech a u vyšších vrstev obyvatelstva převládla němčina. I v této době vycházely česky psané knihy, které ovšem podléhaly přísné cenzuře a nedosahovaly úrovně z dob Jednoty bratrské. Úpadek české literatury nebyl v této době zapříčiněn snahou o potlačení češtiny, ale spíše celkovou změnou kulturního prostředí, utužování nevolnictví a zavržením děl nekatolických autorů. Ostatně ani jazykově německé literatury v českých zemích nevycházelo o mnoho více a ani její úroveň nebyla vyšší.
Pro češtinu v tomto období je typická chudší slovní zásoba a výrazná diferenciace nářečí v důsledku relativní izolovanosti venkovských oblastí, zejména moravských a slezských, které se vyvíjely odchylně od obecné češtiny. Ve městech, kde docházelo k intenzivnějšímu styku s němčinou, pronikaly do češtiny četné germanismy. Spisovná čeština je zasažena tzv. brusičstvím, radikální formou jazykového purismu, které se snažilo očistit češtinu od veškerých cizorodých prvků i za cenu odtržení od živého jazyka. Tyto snahy zůstaly záležitostí úzké vrstvy inteligence a ve svém důsledku jen prohloubily úpadek češtiny jako literárního jazyka.
V 18. století se objevuje snaha o zavedení němčiny jako jednotného jazyka ve všech zemích habsburského soustátí. Tato snaha byla vedena spíše pragmatickými důvody než nacionálními motivy. Čeština ztratila svůj (již spíše formální) statut úředního jazyka, ale reálné jazykové poměry se příliš nezměnily, neboť česky mluvící obyvatelstvo zůstávalo stále početné; po ztrátě většiny území převážně německojazyčného Slezska navíc získalo ve zbytku České koruny nad německy mluvícími procentuálně navrch. Zrušení nevolnictví a příliv lidí z venkova do měst pak na konci 18. století odstartovaly proces označovaný jako národní obrození.
Pro novou kodifikaci spisovné češtiny se východiskem stal literární jazyk konce 16. století a díla Komenského. Z různých pokusů o kodifikaci byla nakonec všeobecně přijata gramatika Josefa Dobrovského, která poprvé vyšla roku 1809. Byly odstraněny některé pozůstatky zastaralého bratrského pravopisu (např. slovo její bylo do té doby psáno jako gegj). K obnově české slovní zásoby přispělo zejména vydání pětidílného Slovníku česko-německého (1830–1835) Josefa Jungmanna. Nová spisovná čeština nicméně příliš nereflektovala přirozený vývoj, jakým český jazyk prošel od dob Bible kralické. Výsledkem se stala existence dvou variant jednoho jazyka (hovorové spisovné a spisovné češtiny) vedle sebe.
Díky snahám národních buditelů byla v průběhu 19. století obnovena úroveň česky psané literatury. Díky povinné školní docházce a rostoucí gramotnosti obyvatelstva přestala být spisovná čeština záležitostí úzké vrstvy inteligence. Bylo vytvořeno odborné české názvosloví, začaly vycházet české odborné publikace a začalo se přednášet v češtině na universitách. V 2. polovině 19. století se pak rozvíjející se publicistika a umělecká tvorba postupně snažila přiblížit zejména v syntaxi živému jazyku.
Během 20. století do spisovného jazyka stále výrazněji pronikaly prvky mluveného jazyka, zejména obecné češtiny. Společenské změny po 2. světové válce pak vedly k postupnému stírání (nivelizaci) rozdílů mezi nářečími, vlivem médií se od 2. poloviny 20. století šíří prvky obecné češtiny i do oblastí, které jimi nebyly do té doby zasaženy. Jako důsledek globalizace se v 21. století objevují stále v hojnější míře anglicismy.

## Slovní zásoba
Slovní zásoba je převážně slovanského původu. Čeština a příbuzná slovenština uchovávají až 98 % praslovanské slovní zásoby, nejvíce ve srovnání s ostatními slovanskými jazyky. Příčina zřejmě tkví v tradičně silných puristických tendencích češtiny během 16.–20. století, které se z historicko-kulturních důvodů přenášely i do slovenštiny.

### Přejatá slova
Jako u většiny evropských jazyků byla řada slov z oblasti kultury a vědy převzata z řečtiny (demokracie, parabola, typ) a latiny (škola, kříž, doktor, herbář, tabule, kapsa, skříň). Vzhledem k těsným historickým kontaktům byla řada slov také přejata z němčiny (knedlík, šunka, taška, brýle, rytíř), případně jejím prostřednictvím byla přejata slova z jiných jazyků.

#### Z němčiny
Z němčiny pochází řada slov z oblasti řemeslnického názvosloví i slangu (hoblík, klempíř, ponk, šichta), mnoho takových slov se řadí do nespisovných vrstev jazyka (majznout, lajsnout/lajznout si, luftovat) a poněkud nepřesně do nářečí, např. brněnské šalina (z něm. Elektrische Linie), zoncna (Sonne) nebo koc (Katze).
Většina jmen v pohraničí měla původně podobu českou i německou vlivem nejistého poměru Čechů i Němců na totožných místech. Německý jazyk měl po staletí významný vliv na češtinu. Historicky byl vliv němčiny nejsilnější v západních a severních Čechách, kde žilo smíšené obyvatelstvo, zejména v pohraničních oblastech a ve městech, kde docházelo k intenzivnímu kontaktu mezi oběma národy. Na Moravě, kde německý vliv nebyl tak výrazný, se uchovalo více původních českých slov a výrazů.
Tento vliv se projevil především v přejímaní slov, která se adaptovala na českou výslovnost, gramatiku i stylistiku. Mnoho zeměpisných vlastních jmen vzniklo přímým překladem z němčiny. Později mohly být názvy zcela počeštěny, zatímco jiné si zachovaly německé prvky, často ve formě přípon a struktur. Tyto názvy odrážejí historické, jazykové a kulturní interakce mezi Čechy a Němci.
Mezi nejvýznamnější germanismy patří výrazy z oblasti řemesel a práce. Příklady jsou šichta (směna, z německého Schicht), lógr (kávová sedlina, z Lager) nebo fajfka (dýmka). Výrazy tímto způsobem zasahovaly do běžného životního stylu nebo obchodní terminologie. Tato slova byla postupně asimilována a v některých případech natolik zakořenila v češtině, že si jejich německý původ uživatelé často neuvědomují. Německý vliv je patrný i v českém slangu, kde se objevují výrazy jako machrovat (z machen, dělat), flákat se (z flackern, plácat se). Tyto výrazy pronikly do městského slangu a staly se součástí neformální mluvy. Městské prostředí, kde byl kontakt s němčinou častější, hrálo klíčovou roli v jejím šíření.
Po druhé světové válce však došlo k úpadku používání germanismů v češtině, zejména v nářečích, která se sjednocovala s obecnou češtinou. Přesto mnoho germanismů v češtině přetrvalo, zejména v neformálním jazyce. Zůstávají důkazem dlouhodobého jazykového a kulturního soužití. Po druhé světové válce a vysídlení německého obyvatelstva mnoho německých vlastních jmen zaniklo nebo bylo záměrně nahrazeno českými ekvivalenty.

#### Z ruštiny a jiných slovanských jazyků
V období národního obrození byla řada slov programově přejímána ze slovanských jazyků – polštiny (báje, věda, půvab, otvor), ruštiny (vzduch, příroda, chrabrý) aj. Uměle bylo vytvořeno české odborné názvosloví, často doslovným překladem (tzv. kalky). Mnohé tyto pojmy se ujaly a jsou běžně používány, například slovní druhy jako číslovky, spojky, příslovce (z lat. numeralia, conjunctio, adverbium). Ruština pak ovlivnila češtinu zejména v druhé polovině 20. století, zejména z politických důvodů (sovět, kulak, chozrasčot, polárník, rozvědka, celiny).

#### Z angličtiny
Angličtina původně byla zdrojem sportovních výrazů (fotbal, hokej, tenis), v současnosti z ní pocházejí mnohá slova z oblasti výpočetní techniky (software, hardware), z ekonomie, podnikání nebo odborností. Je nyní hlavním zdrojem pro přejímání slov, často nejprve jako slangová slova. Písemná podoba někdy zůstává anglická, někdy počeštěná, jindy obě podoby zároveň.

#### Z dalších jazyků
Z italštiny pochází řada pojmů z oblasti hudby (duet, soprán, forte, piano) a bankovnictví (konto). Z francouzštiny slova týkající se např. módy (baret, blůza, manžeta) nebo motorismu (volant, garáž, kupé). Španělština fungovala zejména jako tranzitní jazyk pro přejímání slov z indiánských jazyků a arabštiny, mezi běžná slova pocházející přímo ze španělštiny patří slova z oblasti historie, společnosti, umění, přírodních věd, techniky či gastronomie (kamarád, paráda, armáda, barák, kaňon, tornádo, embargo, eskapáda, eldorádo ). Mnoho výrazů se do češtiny dostává z romštiny, například čórka, lóve, benga nebo kérka.
Čeština přejímá slova i z exotických jazyků, často prostřednictvím jiných jazyků. Z arabštiny pochází např. alkohol, káva, trafika, z turečtiny jogurt, klobouk, čapka, tasemnice, z čínštiny čaj, z hindštiny džungle či jóga, z perštiny špenát, z tamilštiny katamarán, z maledivštiny atol, z jazyka nahuatl čokoláda, z jazyka guaraní kapybara.

#### Pravopis přejatých slov
Pravopis přejatých slov závisí na míře zdomácnění:
1. zdomácnělá slova mají zpravidla standardní pravopis přizpůsobený českému, např. telefon, televize, rádio, muzeum, kriket, akvárium (ale lze psát i televise, radio, museum);
2. novější a méně používaná slova obvykle zachovávají původní pravopis, např. hardware, image, zvláštní skupinu představují citátová slova – výrazy, které si zachovávají původní pravopis a většinou i výslovnost a zpravidla nepřijímají české koncovky, jako je např. lat. ecce homo, corpus delicti, in statu nascendi, ab incunabulis, dies irae, fr. aperçu, à propos, enfant terrible, tête à tête, vis-à-vis, potpourri, parvenu; laissez-faire, laissez-passer; ital. staccato, adagio, dolce far niente apod.).

Někdy se používá souběžně původní i počeštěný pravopis, např. business i byznys (i když PČP (1999, 2005) už uvádějí jen byznys).

### Počet slov
Přesný počet slov v češtině není možné určit, jelikož se čeština jakožto živý jazyk neustále vyvíjí. Nicméně má čeština na 300 000 slovních kořenů. Zatím nejrozsáhlejší Příruční slovník jazyka českého, postupně vydaný v letech 1935–1957, má zhruba 250 000 hesel. Obsahuje i slova, která zná málokdo, a neobsahuje naopak některá slova obecně známá (např. vulgarismy). Zaměřuje se totiž na popis spisovné slovní zásoby na základě výtahů z beletrie, časopisů a částečně novin. Slovník spisovného jazyka českého, jehož první vydání vyšlo v letech 1960–1971, druhé v roce 1989, má přibližně 192 000 hesel. Rozsahem nejmenší Slovník spisovné češtiny pro školu a veřejnost (první vydání 1978, druhé, upravené vydání 1994) obsahuje zhruba 48 000 hesel představujících jádro spisovné slovní zásoby.

### Statistika češtiny
Pro češtinu jsou typická slova o délce přibližně 8 grafémů (grafických nebo písemných znaků) – slova tvořená 6–10 grafémy pokrývají 75 % slovní zásoby. V psaném jazyce se nejvíce vyskytují grafémy o, e, a, n, t, dvojice grafémů st, po, ní, ov, na a trojice grafémů pro, ost, ova, sta, pře.
| České slovní druhy v procentech | České slovní druhy v procentech | České slovní druhy v procentech | České slovní druhy v procentech | České slovní druhy v procentech |
| ------------------------------- | ------------------------------- | ------------------------------- | ------------------------------- | ------------------------------- |
|                                 |                                 |                                 |                                 |                                 |
| Podstatná jména (substantiva)   | Podstatná jména (substantiva)   |                                 | 40 %                            | 40 %                            |
| Slovesa (verba)                 | Slovesa (verba)                 |                                 | 27 %                            | 27 %                            |
| Přídavná jména (adjektiva)      | Přídavná jména (adjektiva)      |                                 | 21 %                            | 21 %                            |
| Ostatní                         | Ostatní                         |                                 | 12 %                            | 12 %                            |

Největší skupina slovních kořenů je ze 3 grafémů, tvořených kombinací souhláska-samohláska-souhláska (had, cop, jít) – téměř 50 % všech kořenů. Užití konkrétních slov je v každém jazyce neproporční – kdy malá skupina slov tvoří jádro slovníku, zatímco zbytek slov se užívá jen okrajově. V češtině tak 10 nejběžnějších lemmat pokrývá asi 20 % textu a 1 000 nejběžnějších lemmat pokrývá 65 % textu. To ovšem neznamená, že znalost 1 000 slov postačuje k porozumění textu, protože každý text (i běžný) operuje s malým množstvím specifických slov, která obvykle tvoří jádro výpovědi.

## Nářečí

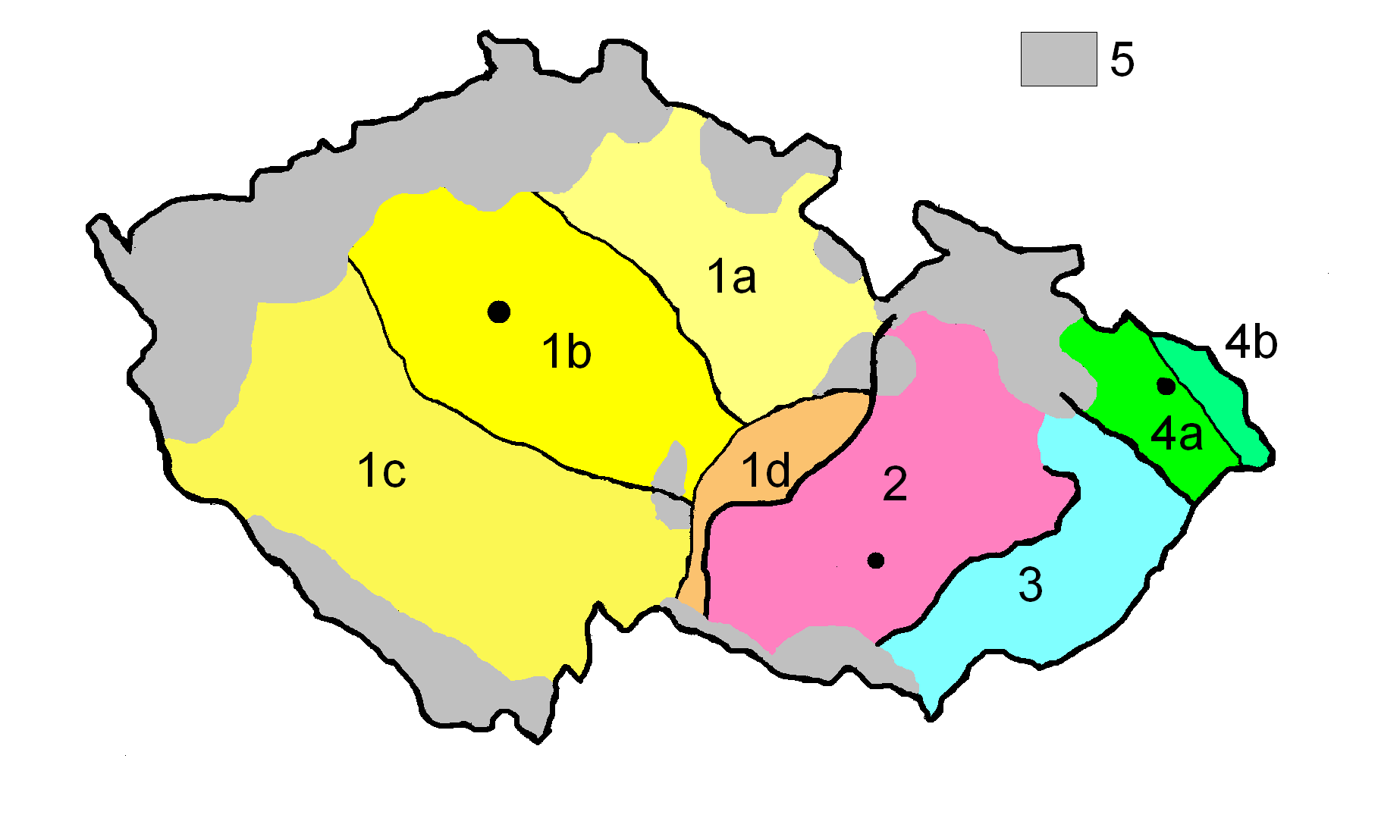
Nářečí češtiny:
1 – česká skupina (podskupiny: 1a – severovýchodočeská, 1b – středočeská, 1c – jihozápadočeská, 1d – českomoravská),
2 – středomoravská skupina,
3 – východomoravská skupina,
4 – slezská skupina (4a – slezskomoravská podskupina, 4b – slezskopolská podskupina),
5 – dříve většinově německojazyčné oblasti, dnes nářečně různorodé.

Čeština má mnoho nářečí, která jsou si navzájem většinou srozumitelná. Vlivem médií a obecné češtiny se rozdíly mezi nimi stírají. Česká nářečí se rozdělují do 4 skupin (kterým odpovídají i 4 české interdialekty):
- Česká nářeční skupina (s obecnou češtinou jako interdialektem)
- Středomoravská nářeční skupina (hanácká)
- Východomoravská nářeční skupina (moravskoslovenská)
- Slezská nářečí (lašská)

### České interdialekty
České interdialekty jsou také čtyři:
- obecná čeština
- středomoravský interdialekt
- východomoravský interdialekt
- slezský interdialekt

Pohraniční území osídlená před rokem 1945 Němci (tedy Sudety) jsou tradičně uváděna jako nářečně různorodá. Stav českých nářečí v 60.–70. letech 20. století zachycuje šestidílný Český jazykový atlas, jehož poslední svazek je doplněn i audionahrávkami.

## Písmo a výslovnost
Česká abeceda sestává ze 42 grafémů/písmen (včetně grafické spřežky ch; nejčastějším z nich je o (1.) a e (2.), nejméně častým ó (41.) a q (42.)).
| a | á | b | c | č | d | ď | e | é | ě | f | g | h | ch | i | í | j | k | l | m | n | ň | o | ó | p | q | r | ř | s | š | t | ť | u | ú | ů | v | w | x | y | ý | z | ž |
| A | Á | B | C | Č | D | Ď | E | É | Ě | F | G | H | Ch | I | Í | J | K | L | M | N | Ň | O | Ó | P | Q | R | Ř | S | Š | T | Ť | U | Ú | Ů | V | W | X | Y | Ý | Z | Ž |

Používá standardní anglickou latinku o 26 písmenech doplněnou o spřežku ch a dalších 15 znaků se třemi diakritickými znaménky:
- s čárkou á, é, í, ý, ó, ú
- s háčkem č, ď, ň, ř, š, ť, ž, ě
- s kroužkem ů

Čeština také používá spřežku ch, která je považována za samostatné písmeno, stojící v abecedě mezi h a i. Velká varianta je CH, avšak pokud stojí tato spřežka na začátku slova psaného dále malými písmeny, potom se velké píše jen první písmeno spřežky: Ch, např.: Chrudim, ulice Chobot.
Kromě ch se hlavně v cizích slovech také používá spřežka dž (k zápisu znělého protějšku č, např. původní české džbán a přejatá slova džus, džem, džíp), zcela výjimečně pak dz (znělý protějšek c). Tyto spřežky se nepovažují za samostatná písmena, nýbrž za písmena dvě.
Český háček (č, ž, š aj.) převzalo i několik dalších jazyků: kromě slovenštiny například bosenština, chorvatština, lakotština, litevština, lotyština, některé varianty sámštiny, slovinština aj.[zdroj?]
Dominantní princip českého pravopisu je princip fonologický s prvky pravopisu morfologického (had/hadi) a historicko-etymologického (panna z pán + -na)). V koncovkách příčestí se uplatňuje pravopis syntaktický (dělali/dělaly/dělala). Jedno písmeno (grafém) se zpravidla používá pro zápis jednoho fonému (ne vždy i každého zvuku, srov. alofony jako např. ŋ a n) s tím, že přihlíží k morfologii a etymologii slov a zachovává některé prvky odpovídající staršímu stavu jazyka (psaní i/y, í/ý, ě, ú/ů).
Písmena ě a ů se nemohou vyskytnout na začátku slova, protože háček na ě vyznačuje změkčenost předcházející souhlásky a použití ů je podmíněno historickým vývojem (původní hláska /u:/[zdroj?] se píše ú; hláska /u:/ vyvinutá z původního /o:/ (později /uo/) se píše ů). Na začátku českých slov se kromě grafémů ě, Ě a ů, Ů nevyskytuje ani ý, Ý. Změkčenost předchozí samohlásky vyznačuje kromě ě také psaní měkkého i, í po d, t, n.

### Řazení
Písmena s háčkem č, ř, š, a ž (tj. kromě ě, ď, ť a ň) se při abecedním řazení, např. ve slovnících, kladou za své základní znaky bez háčku jako samostatná písmena. Ostatní písmena s diakritikou – samohlásky a také písmena měkkých souhlásek ď, ť a ň – mají v abecedě stejnou prioritu jako znaky bez diakritiky, uplatňuje se řazení typu car – cár – carevič (Pravidla českého pravopisu, 2005)).
| Písmeno | Název           | Výslovnost (IPA) | Alofony          |
| ------- | --------------- | ---------------- | ---------------- |
| A a     | á               | [a]              |                  |
| Á á     | dlouhé á        | [a:]             |                  |
| B b     | bé              | [b]              | [p]              |
| C c     | cé              | [ts]             | [dz]             |
| Č č     | čé              | [tʃ]             | [dʒ]             |
| D d     | dé              | [d]              | [t]              |
| Ď ď     | ďé              | [ɟ]              | [c]              |
| E e     | é               | [ɛ]              |                  |
| É é     | dlouhé é        | [ɛ:]             |                  |
| Ě ě     | ije             | [ɛ, jɛ]          |                  |
| F f     | ef              | [f]              |                  |
| G g     | gé              | [g]              | [k]              |
| H h     | há              | [ɦ]              | [x], příp. [h]   |
| Ch ch   | chá             | [x]              | [ɣ] nebo [ɦ]     |
| I i     | í               | [ɪ]              |                  |
| Í í     | dlouhé í        | [i:]             |                  |
| J j     | jé              | [j]              |                  |
| K k     | ká              | [k]              | [g]              |
| L l     | el              | [l]              |                  |
| M m     | em              | [m]              | [ɱ]              |
| N n     | en              | [n]              | [ŋ]              |
| Ň ň     | eň              | [ɲ]              |                  |
| O o     | ó               | [o]              |                  |
| Ó ó     | dlouhé ó        | [o:]             |                  |
| P p     | pé              | [p]              | [b]              |
| Q q     | kvé             | [kv]             |                  |
| R r     | er              | [r]              | hovorově též [ɾ] |
| Ř ř     | eř (hovor. řet) | [r̝]              | [r̝̊]              |
| S s     | es              | [s]              | [z]              |
| Š š     | eš              | [ʃ]              | [ʒ]              |
| T t     | té              | [t]              | [d]              |
| Ť ť     | ťé              | [c]              | [ɟ]              |
| U u     | ú               | [ʊ]              |                  |
| Ú ú     | dlouhé ú        | [u:]             |                  |
| Ů ů     | ů s kroužkem    | [u:]             |                  |
| V v     | vé              | [v]              | [f]              |
| W w     | dvojité vé      | [v]              | [f]              |
| X x     | iks             | [ks]             | [gz]             |
| Y y     | ypsilon         | [ɪ]              |                  |
| Ý ý     | dlouhé ypsilon  | [i:]             |                  |
| Z z     | zet             | [z]              | [s]              |
| Ž ž     | žet             | [ʒ]              | [ʃ]              |

### Fonetika a fonologie
Čeština má 10 samohlásek (5 krátkých a 5 dlouhých), 27 souhlásek a 3 dvojhlásky.
|                       | Bilabiály obouretné | Labiodentály retozubné | Alveoláry dásňové | Postalveoláry zadodásňové | Palatály předopatrové | Veláry zadopatrové | Glotály hlasivkové |
| Nazály – nosovky      | m                   |                        | n                 |                           | ɲ                     |                    |                    |
| Plozivy               | p b                 |                        | t d               |                           | c ɟ                   | k g                |                    |
| Afrikáty              |                     |                        | t͡s d͡z             | t͡ʃ d͡ʒ                     |                       |                    |                    |
| Frikativy             |                     | f v                    | s z               | ʃ ʒ                       |                       | x                  | ɦ                  |
| Frikativy             |                     | r̝                      |                   |                           |                       |                    |                    |
| Vibranty              |                     |                        |                   |                           |                       |                    |                    |
|                       |                     | r                      |                   |                           |                       |                    |                    |
| Aproximanty           |                     |                        |                   |                           | j                     |                    |                    |
| Laterální aproximanty |                     |                        | l                 |                           |                       |                    |                    |

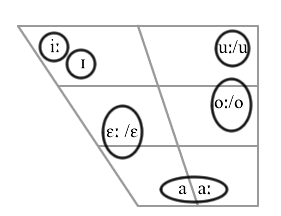
Výslovnost českých samohlásek podle The Handbook of the International Phonetic Association (IPA).

K charakteristickým rysům české výslovnosti patří zejména:
- opozice kvantity (délky) samohlásek (dlouhá × krátká), která není závislá na přízvuku;
- opozice znělosti u tzv. pravých souhlásek (s–z, t–d, p–b atd.), asimilace znělosti;
- ztráta znělosti v koncových pozicích (např. led [lɛt]);
- pevný přízvuk na první slabice (× u spojení s jednoslabičnou předložkou na předložce: 'les × 'do lesa);
- specificky český foném /ř/, který je dle svého hláskového okolí vyslovován buď zněle (dři), nebo nezněle (tři).

## Mluvnice
Čeština je flektivní jazyk (tj. ohebný), který vyjadřuje větnou syntax (skladbu) pomocí flexe (skloňování a časování). Jako taková se vyznačuje bohatstvím slovních tvarů ohebných slov.
Slovní druhy
Čeština rozlišuje tradičně 10 slovních druhů, které se dělí na ohebné a neohebné:
- ohebné
  - skloňují se – podstatná jména, přídavná jména, zájmena, číslovky;
  - časují se – slovesa;
- neohebné – příslovce, předložky, spojky, částice, citoslovce.

Jmenný rod
Čeština rozlišuje 3 jmenné rody: mužský (maskulinum), ženský (femininum) a střední (neutrum). Mužský rod se dále člení na životný a neživotný.
Číslo
Rozlišuje se dvojí mluvnické číslo: jednotné (singulár) a množné (plurál). Kromě toho se při skloňování vyskytují pozůstatky dvojného čísla (duálu).
Skloňování
Čeština má 7 pádů (nominativ, genitiv, dativ, akuzativ, vokativ, lokál, instrumentál), které se uplatňují při skloňování podstatných a přídavných jmen, zájmen a číslovek.
Základním tvarem (lemmatem) jmen je zpravidla nominativ singuláru (1. pád jednotného čísla).
Časování
Česká slovesa vyjadřují 3 časy: minulý (préteritum), přítomný (prézens) a budoucí (futurum).
Mají též sémantickou schopnost rozlišit vztah k plynutí času a ukončenosti děje pomocí vidu (aspektu). Z tohoto hlediska se dělí na dokonavá (perfektiva) a nedokonavá (imperfektiva). Dokonavá slovesa nemají schopnost vyjádřit přítomnost, jejich přítomné tvary vyjadřují budoucnost.
Rozlišují se 3 slovesné způsoby: oznamovací (indikativ), podmiňovací (kondicionál) a rozkazovací (imperativ). Vztah podmětu k ději se vyjadřuje činným (aktivum) nebo trpným (pasivum) rodem.
Základním tvarem u sloves je infinitiv.
Slovosled
Díky tomu, že hlavní větné členy lze zpravidla rozlišit na základě jejich morfologie, může se jejich slovosled řídit aktuálním větným členěním – na začátku věty jsou obvykle (je-li použit objektivní slovosled) členy vyjadřující informace známé obecně nebo uvedené v předchozím textu (kulisa a téma), za nimi následují informace nové (tzv. réma). Aktuální větné členění tak často překrývá základní slovosled typu SVO (podmět–přísudek–předmět), který se uplatňuje, pokud by mohlo dojít k záměně nebo u neobratných mluvčích. Slovosled v češtině významně ovlivňuje fakt, že podmět je často nevyjádřený, a že mnoho nezdůrazněných krátkých tvarů zájmen, volných morfémů i některá příslovce a spojovací výrazy se sdružují do klitického trsu (příklonkové skupiny, příklonkového clusteru) umístěného za první hlavní větný člen (například ve větě Zítra bych se tam mohl stavit., která by bez těchto vlivů zněla nepřijatelně: Já mohl bych stavit se tam zítra.).

## Oficiální status

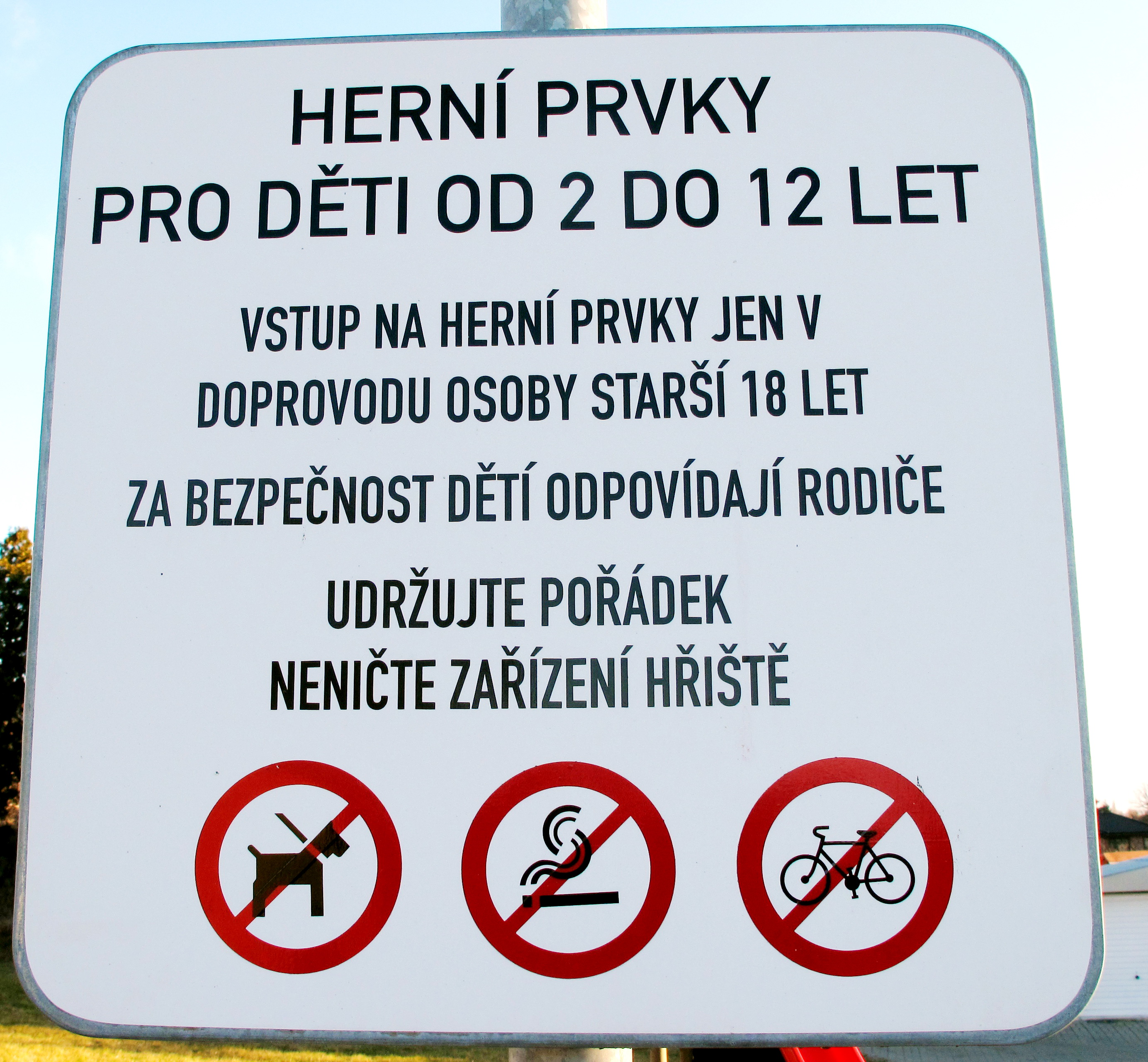
Ukázka české cedule u vstupu na dětské hřiště

Češtinu používá převážná většina obyvatel České republiky, její používání však není dáno speciálním jazykovým zákonem. Podle příslušných zákonů soudy, orgány činné v trestním řízení a úřady vedou jednání a vyhotovují rozhodnutí v českém jazyce (finanční úřady též ve slovenštině). Kdo neovládá češtinu, má nárok na jednání v jazyce, který ovládá (de facto na tlumočení). Prodávané zboží musí být opatřeno návodem v češtině.
Podle Listiny základních práv a svobod
(součást ústavního pořádku ČR) mají národnostní a etnické menšiny právo na vlastní jazyk.
Čeština je též (od května 2004) jedním z 24 (stav k roku 2013) oficiálních (úředních) jazyků Evropské unie. Formálně jsou si všechny oficiální jazyky EU rovné.

## Regulační instituce
Za autoritu v záležitostech českého jazyka je tradičně pokládán (ovšem nemá to podporu v zákoně či úřadech) Ústav pro jazyk český, který je jedním z vědeckých ústavů Akademie věd České republiky. Jeho úkolem je základní i aplikovaný výzkum současné češtiny i její historie. Vydává doporučující publikace (například Pravidla českého pravopisu, Slovník spisovné češtiny, Akademický slovník cizích slov) a provozuje jazykovou poradnu pro veřejnost. Ministerstvo školství, mládeže a tělovýchovy schvaluje užívání uvedených příruček ke školní výuce češtiny, případně závazně vyžaduje respektování těchto zásad při výuce češtiny ve školách.

## Výuka češtiny ve světě
Český jazyk se v současnosti (2020) vyučuje ve střediscích výuky češtiny, tzv. lektorátech na 35 univerzitách v 24 zemích světa. Lektoráty zřizují na základě zájmu zahraničních vysokých škol česká ministerstva (ministerstvo školství a zahraničních věcí) v rámci Programu podpory českého kulturního dědictví v zahraničí.